# معركة جولو 1974
معركة جولو هي مواجهة عسكرية بين الجبهة الوطنية لتحرير مورو وحكومة الفلبين، وقعت في شهر فبراير 1974 في بلدية جولو في جنوب الفلبين. تمكنت قوات جبهة تحرير مورو في بداية المواجهة من السيطرة على البلدية باستثناء المطار ومعسكر حربي مجاور للمطار، ثم تمكنت القوات الحكومية بقيادة كتيبة المشاة الرابعة عشرة من استعادة السيطرة على البلدة بأكملها.